# Canthium tavoyanum
Canthium tavoyanum är en måreväxtart som först beskrevs av Richard Neville Parker, och fick sitt nu gällande namn av Elmer Drew Merrill. Canthium tavoyanum ingår i släktet Canthium och familjen måreväxter.

## Underarter
Arten delas in i följande underarter:
- C. t. glabriforme
- C. t. tavoyanum